# Милое Йованович
Милоя Йованович е бунтовник, роден в Каменица, Нишко, оглавил Нишкото въстание в 1841 година.

## Биография
Точната година на раждане е неизвестна. Той е един от ръководителите на селските въстания в северозапдна България през 30-те и 40-те години на XIX в. По време на Берковско-Пиротско въстание (1837 – 1841) Йованович е начело на бунтовниците в Нишко и успява да получи назначение като башкнез, с което властта му е утвърдена, но скоро е отстранен, защото отказва да угодничи пред османците.
Йованович е един от водачите на Нишкото въстание в 1841 година. То е значително по-добре организирано от въстанията през 30-те години на XIX в., които имат стихиен характер. Тези нови брожения започват през 1839, когато Източният въпрос навлиза в нова фаза. Именно тогава е издаден Гюлханският хатишериф (1839), с който се прокламира изравняване на правата на всички поданици на султана и гарантиране на тяхната чест, живот, имот, свобода на религията. Българските селяни от западните краища се надяват преди всичко на отмяна на господарлъците. От Нишко отново заминава делегация за Цариград. В столицата се чуват благи уверения, но на място нищо не се променя, даже нещата се влошават. През 1841 в Нишко, Лясковицко и Вранско избухва частичен бунт. Бунтът е стихиен, не успява да се свърже нито с Гръцкото въстание в Крит, нито с  Първия браилски бунт. Бунтът е разгромен, опожарени са към 200 села, сума ти хора са продадени в робство или принудени да емигрират.
При разгрома на въстанието Милое Йованович се укрепва в кулата в Каменица и при превземането ѝ е убит с всичките си другари.